# Candelaria (Venezuela)
Candelaria é um município da Venezuela localizado no estado de Trujillo.
A capital do município é a cidade de Chejendé.